# 阿部秀司 (映画プロデューサー)
阿部 秀司（あべ しゅうじ、1949年8月7日 - 2023年12月11日）は、日本の映画プロデューサー。阿部秀司事務所代表。東京都出身。
元CMディレクター、クリエイティブディレクター、コピーライター。

## 経歴
慶應義塾大学法学部政治学科卒業。
広告代理店・第一企画（現：ADKホールディングス）から独立後、企画制作プロダクションROBOTを設立。
岩井俊二の映画デビュー作品『Love Letter』『Undo』『PiCNiC』の制作をきっかけに映画プロデュースを開始。他にも、本広克行、森淳一、羽住英一郎、小泉徳宏、山崎貴らの映画デビュー作を世に送り出した。
フジテレビ、日本テレビ、テレビ朝日など民放キー局との連携を武器に圧倒的なプロモーション活動を展開、後年は、山崎貴とタッグを組み『ALWAYS 三丁目の夕日』三部作、『永遠の0』、『ゴジラ-1.0』など数多くの大ヒット作を連発した。
2005年、日本映画テレビプロデューサー協会選出のエランドール賞を受賞。
2010年3月、ROBOTを退職、創業者・顧問に就任。
2010年7月、株式会社阿部秀司事務所を設立。
2015年、『STAND BY ME ドラえもん』の製作において伊藤善章・梅澤道彦とともに、第34回藤本賞を受賞。
2023年12月11日に死去した。74歳没。訃報は、同月21日に東宝により発表された。
2024年、第47回日本アカデミー賞会長特別賞を贈賞された。

## 映画
- FLOWERS -フラワーズ-
- BALLAD 名もなき恋のうた
- 重力ピエロ
- おっぱいバレー
- ホノカアボーイ
- K-20 怪人二十面相・伝 - エグゼクティブ・プロデューサー
- 少林少女
- Sweet Rain 死神の精度
- ガチ☆ボーイ
- ALWAYS 続・三丁目の夕日 - エグゼクティブ・プロデューサー
- UDON
- ALWAYS 三丁目の夕日 - エグゼクティブ・プロデューサー
- LIMIT OF LOVE 海猿
- 銀色のシーズン
- タイヨウのうた
- 交渉人 真下正義
- 容疑者 室井慎次
- 海猿
- ジュブナイル
- リターナー
- サトラレ
- スペーストラベラーズ
- パラサイト・イヴ
- PiCNiC
- undo
- RAILWAYS 49歳で電車の運転士になった男の物語（2010年）
- RAILWAYS 愛を伝えられない大人たちへ（2011年）
- ワイルド7（2011年）
- ALWAYS 三丁目の夕日'64（2012年） - エグゼクティブ・プロデューサー
- 永遠の0（2013年）
- 海賊とよばれた男（2016年）
- DESTINY 鎌倉ものがたり（2017年）
- 嘘を愛する女（2018年）
- かぞくいろ RAILWAYS わたしたちの出発（2018年） - エグゼクティブ・プロデューサー
- アルキメデスの大戦（2019年）
- ドラゴンクエスト ユア・ストーリー（2019年）
- ルパン三世 THE FIRST（2019年） - エグゼクティブ・プロデューサー
- ゴジラ-1.0（2023年）- エグゼクティブ・プロデューサー　※遺作